# Seann William Scott

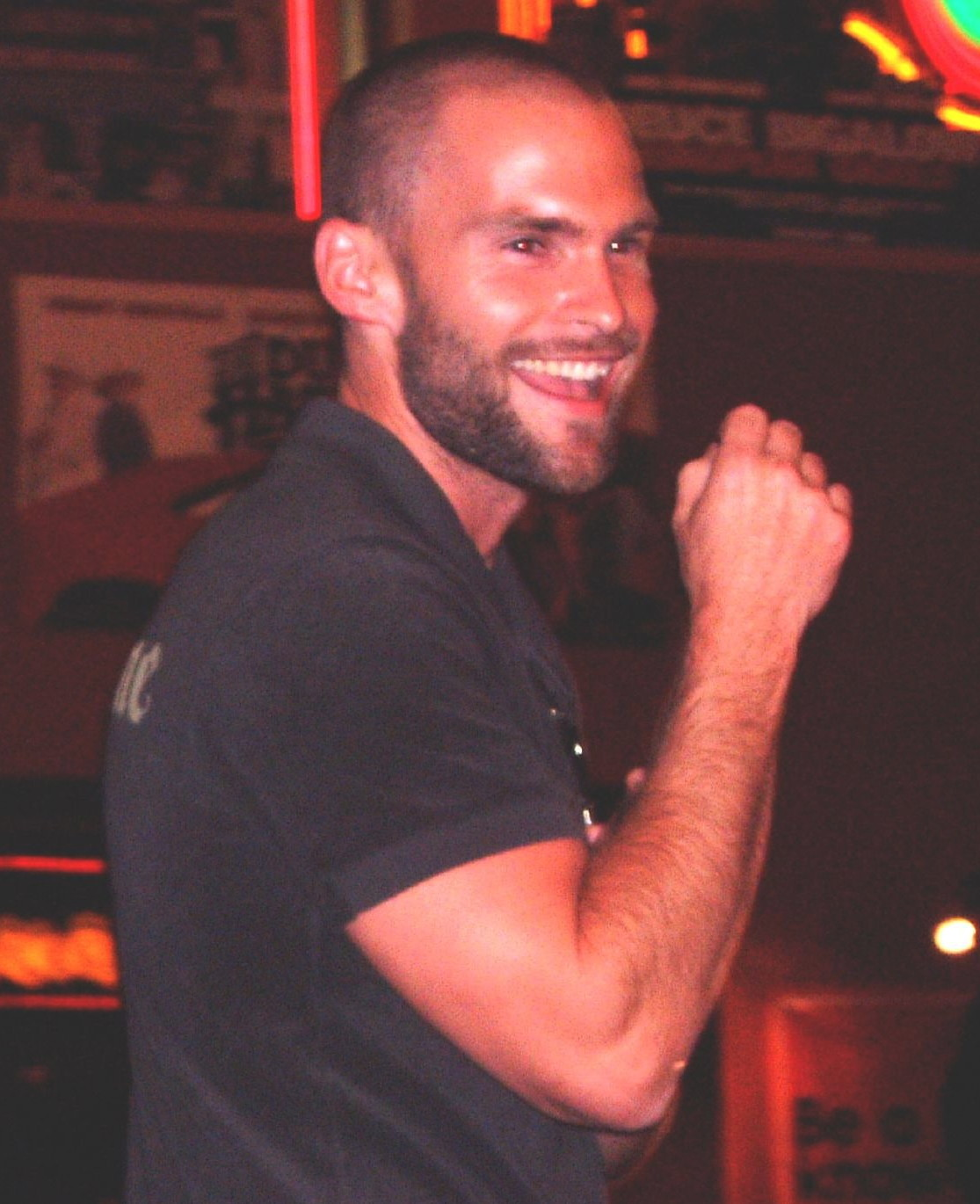
Seann William Scott podczas premiery filmu Diukowie Hazzardu (2005).

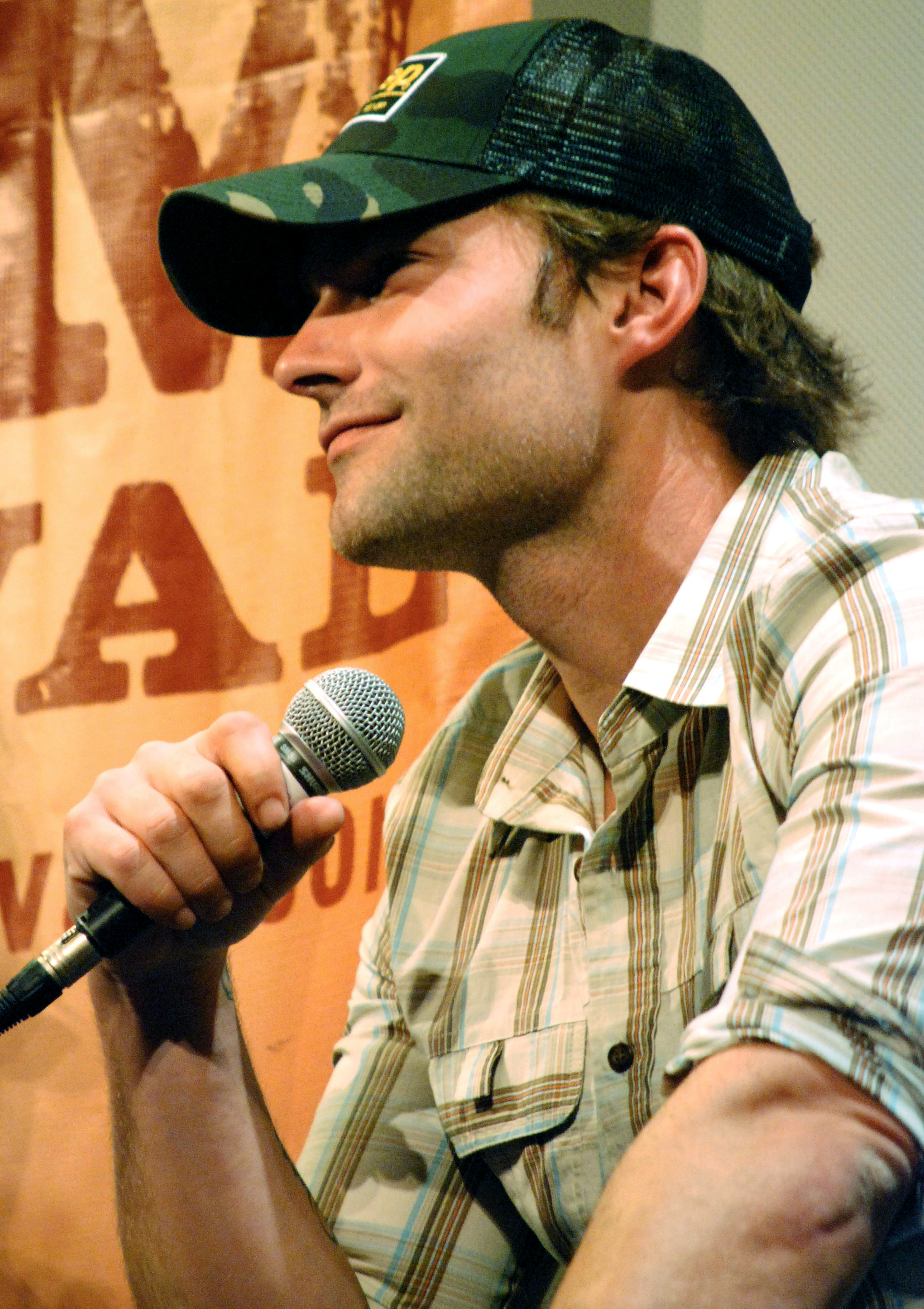
Seann William Scott, październik 2008 roku

Seann William Scott (ur. 3 października 1976 w Cottage Grove w stanie Minnesota) – amerykański aktor filmowy i telewizyjny pochodzenia szkockiego, angielskiego, niemieckiego i irlandzkiego.

## Życiorys

### Wczesne lata życia
Jest najmłodszym z siedmiorga dzieci Patricia Anne (z domu Simons) i Williama Franka Scotta, pracownika fabryki. Po ukończeniu szkoły średniej Park High School, uczęszczał do Glendale Community College w Glendale.

### Kariera
Po przeprowadzce do Los Angeles, próbował swoich sił w różnych castingach. W 1997 wystąpił obok Evy Mendes w teledysku zespołu Aerosmith do przeboju pt. „Hole in My Soul”. Wkrótce potem pojawił się w audycji telewizyjnej Digital Entertainment Network Świat czadu (Chad’s World) o tematyce gejowskiej. Zwrócił na siebie uwagę w dramacie telewizyjnym NBC Urodzony na wygnaniu (Born In Exile, 1997) obok Marka-Paula Gosselaara. Odniósł sukces na dużym ekranie w debiutanckiej roli Steve’a Stiflera – młodzieńca wkraczającego w dorosłość w przebojowej komedii American Pie, czyli sprawa dowCipna (American Pie, 1999) i jej sequelu American Pie 2 (2001), w której za udział odebrał nagrodę Teen Choice i MTV za najlepszy pocałunek z Jasonem Biggsem.
Po zakończeniu realizacji komedii Ostra jazda (Road Trip, 2000) wybrał się w trwającą miesiąc podróż autostopem po Australii. W komedii sensacyjnej Stary, gdzie moja bryka? (Dude, Where’s My Car?, 2000) wraz z Ashtonem Kutcherem stworzył duet nastolatków, którzy po pobudce po szalonej imprezie nic nie pamiętają i zaczynają się zastanawiać, gdzie ostatniej nocy zostawili samochód. Znalazł się w obsadzie dreszczowca Oszukać przeznaczenie (Final Destination, 2000). Reżyser Kevin Smith zaangażował go do komedii Jay i Cichy Bob kontratakują (Jay and Silent Bob Strike Back, 2001) z Benem Affleckiem i Carrie Fisher. Rola w drugim sequelu American Pie: Wesele (American Wedding, 2003) przyniosła mu raz jeszcze nagrodę Teen Choice i MTV za najlepszy taniec disco. W 2003 wraz z Justinem Timberlake był gospodarzem podczas uroczystej gali rozdania nagród MTV.

## Filmografia
| Rok  | Tytuł filmu                                                          | Rola                        |
| ---- | -------------------------------------------------------------------- | --------------------------- |
| 1997 | Wygnańcy miłości (Born into Exile)                                   | Derek                       |
| 1998 | Chad's World                                                         | Jim                         |
| 1999 | American Pie, czyli sprawa dowCipna (American Pie)                   | Steve                       |
| 2000 | Stary, gdzie moja bryka? (Dude, Where’s My Car?)                     | Chester Greenburg           |
| 2000 | Oszukać przeznaczenie (Final Destination)                            | Billy Hitchcock             |
| 2000 | Ostra jazda (Road Trip)                                              | E.L.                        |
| 2001 | Ewolucja (Evolution)                                                 | Wayne Green                 |
| 2001 | Jay i Cichy Bob kontratakują (Jay and Silent Bob Strike Back)        | Brent                       |
| 2001 | American Pie 2                                                       | Steve Stifler               |
| 2002 | Kompletny świr (Stark Raving Mad)                                    | Ben Mc Gowen                |
| 2003 | Witajcie w dżungli (The Rundown)                                     | Travis Alfred Walker        |
| 2003 | Kuloodporny (Bulletproof Monk)                                       | Kar                         |
| 2003 | Old School: Niezaliczona (Old School)                                | Peppers                     |
| 2003 | American Pie: Wesele (American Wedding)                              | Steve Stifler               |
| 2004 | W domu u... (MTV Cribs)                                              | Seann                       |
| 2005 | Diukowie Hazzardu (The Dukes of Hazzard)                             | Bo Duke                     |
| 2006 | Koniec świata (Southland Tales)                                      | Roland Taverner             |
| 2006 | Epoka lodowcowa 2: Odwilż (Ice Age 2: The Meltdown)                  | Crash (głos)                |
| 2007 | Życie idioty (Trainwreck: My Life as an Idiot)                       | Jeff Nichols                |
| 2007 | Facet od WF-u (Mr. Woodcock)                                         | John Farley                 |
| 2008 | Wyrolowani (Role Models)                                             | Anson Wheeler               |
| 2008 | Nowe stanowisko (The Promotion)                                      | Doug                        |
| 2009 | Epoka lodowcowa 3: Era dinozaurów (Ice Age: Dawn of the Dinosaurs)   | Crash (głos)                |
| 2009 | Uwaga, nadchodzi trener Gary (Balls Out: Gary the Tennis Coach)      | Gary Houseman               |
| 2009 | Planeta 51 (Planet 51)                                               | Skiff                       |
| 2010 | Fujary na tropie (Cop Out)                                           | Dave                        |
| 2010 | Jackass 3D                                                           | Seann                       |
| 2011 | Zabijaka (Goon)                                                      | Doug „The Thug” Glatt       |
| 2012 | American Pie: Zjazd absolwentów (American Reunion)                   | Steve Stifler               |
| 2012 | Epoka lodowcowa 4: Wędrówka kontynentów (Ice Age: Continental Drift) | Crash (głos)                |
| 2012 | Movie 43                                                             | Brian                       |
| 2013 | U nas w Filadelfii (It's Always Sunny in Philadelphia)               | Country Mac                 |
| 2013 | Just Before I Go                                                     | Ted Morgan                  |
| 2016 | Dorwać Wattsa                                                        |                             |
| 2017 | Goon: Last of the Enforcers                                          | Doug Glatt                  |
| 2018 | Straż wiejska 2 (Super Troopers 2)                                   | Policjant stanowy Callaghan |
| 2018 | Bloodline                                                            | Evan                        |
| 2019 | Already Gone                                                         | Martin                      |